# Eutaw, Alabama
Eutaw là một thị trấn thuộc quận Greene, tiểu bang Alabama, Hoa Kỳ. Dân số năm 2009 là 2845 người, mật độ đạt 92 người/km².